# Ceraeochrysa silvanoi
Ceraeochrysa silvanoi är en insektsart som först beskrevs av Luisa Eugenia Navas 1916.  Ceraeochrysa silvanoi ingår i släktet Ceraeochrysa och familjen guldögonsländor. Inga underarter finns listade i Catalogue of Life.